# オークランドアイサ
オークランドアイサ（オークランド秋沙、学名：Mergus australis） は、カモ目カモ科に分類される鳥類の一種。
ニュージーランド南島の南方450kmに位置するオークランド諸島に生息していたが、すでに絶滅した。

## 形態
頭部は暗灰色で後頭部の冠羽はやや短め。頸から下は灰褐色。クチバシは細長く、端部にギザギザがあった。クチバシの側縁と足は橙色。雌雄同色であったとされる。

## 生態
島の内陸の河川に生息していた。
主に魚を食べていた。翼は短く、飛ぶのはうまくなかったとされている。どのようにしてオークランド諸島に住むことになったのかは不明。

## 絶滅の経緯
1806年にオークランド諸島がヨーロッパ人によって発見されると、捕鯨や探検に立ち寄った人間とともにやってきたブタやネズミによって卵が食べられ、オークランドアイサは減少しはじめたと考えられる。初めて本種が発見されたのは1840年だったが、この時には既に稀にしか見られなくなっていた。19世紀後半には、鳥類研究家やコレクター、博物館に供給するために人間に捕獲されるようになった。1905年（1902年説もある）に目撃されたのを最後に、オークランドアイサは絶滅した。